# Cour d'appel (Italie)
Pour les articles homonymes, voir Cour d'appel.

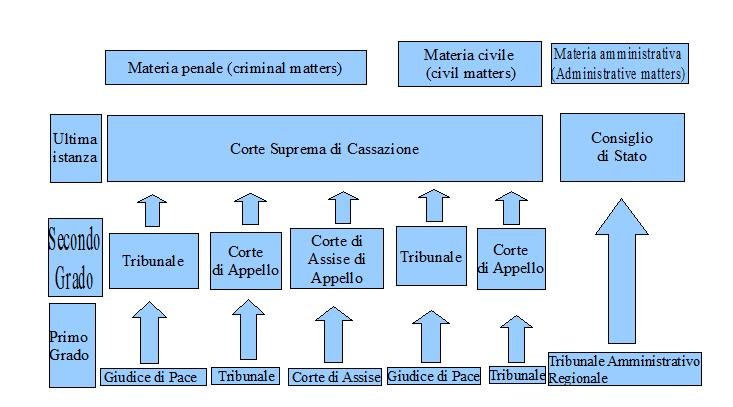
Le système judiciaire italien

En Italie, la cour d'appel (en italien : corte d'appello) est un juge de la juridiction judiciaire. En règle générale, la Cour est l’organe judiciaire (civil et pénal) de deuxième instance  pour les décisions rendues par le Tribunale ordinario et le Tribunale per i minorenni (Tribunal pour mineurs) ; de plus, en certaines matières, elle juge en première instance.
Les arrêts de la cour d'appel peuvent être contestés par un recours à la Cour de cassation.

## Attributions juridictionnelles

### Juge de deuxième instance
La cour d’appel juge les appels contre les sentences :
- du Tribunale ordinario (affaires civiles ou pénales, sauf si le Tribunal a jugé en appel sur un jugement du Juge de Paix) ;
- du GUP - Giudice dell’udienza preliminare (Juge de l'Audience Préliminaire) auprès du Tribunale ordinario[1] ou du GUP auprès du Tribunale per i minorenni, s'il a statué selon le giudizio abbreviato (jugement sommaire) ;
- du GIP - Giudice delle indagini preliminari (Juge des investigations préliminaires) auprès du Tribunale ordinario s’il a statué selon le giudizio abbreviato (jugement sommaire).

De plus, il y a des Sezioni specializzate (Chambres) de la Cour pour les appels suivants :
| Premier degré                                                                                          | Deuxième degré                                                                                            | Composition                                |
| --- | --- | ------------------------------------------ |
| Corte d’assise (cour d'assises) ou GUP en giudizio abbreviato (dans les matières de la Corte d'assise) | Corte d’assise d’appello (cour d'assises d'appel)                                                         | 2 juges + 6 jurés                          |
| Tribunale per i minorenni (tribunal pour mineurs)                                                      | Corte d’appello, sezione per i minorenni (Cour d’appel, chambre pour mineurs)                             | 3 juges + 2 experts (1 homme et une femme) |
| Tribunale, sezione specializzata agraria (Tribunal, chambre contrats agricoles)                        | Corte d’appello, sezione specializzata agraria (Cour d’appel, chambre contrats agricoles)                 | 3 juges + 2 experts                        |
| Tribunale, sezione specializzata in materia di impresa (Tribunal, chambre pour les entreprises)        | Corte d’appello, sezione specializzata in materia di impresa (Cour d’appel, chambre pour les entreprises) | 3 juges                                    |

### Juge de première instance
La cour juge en premier degré dans le matières suivantes :
- opposition à l’expertise dans les procédures d’expropriation pour cause d'utilité publique[3] ;
- reconnaissance des décisions étrangères en matière civile et commerciale, et dans les questions matrimoniales et de responsabilité parentale visées dans les règlements de Bruxelles I et II ;
- reconnaissance des décisions étrangères en matière pénale ;
- demande d’indemnisation pour la durée excessive de la procédure civile, pénale ou administrative (Legge Pinto)[4] ;
- exécution de la Convention sur le transfèrement des personnes condamnées (Strasbourg, 21 mars 1983)[5],[6] ;
- demande d’indemnisation pour l’erreur judiciaire e l’incarcération injustifiée ;
- affaires de nullité de la sentence arbitrale.

De plus, sous le nom de TRAP - Tribunale regionale delle acque pubbliche, la Cour juge en matière d’eaux publiques.

### Autres compétences
- Mandat d'arrêt européen
- Extradition
- Coopération judiciaire en matière civile et pénale et commission rogatoire

## Composition
Dans chaque siège de Cour d’appel il y a un président de la Cour et un certain nombre de juges (nommés conseillers) ; si la Cour a plus d’une chambre (Sezione) civile ou pénale, chaque Chambre a un Président (Presidente di Sezione).

## Liste des cours d'appel
Maintenant en Italie il y a 26 cours d’appel ; dans 3 villes (Bolzano, Sassari et Taranto) il y a une sezione distaccata (chambre détachée de la cour d'appel).
En général, chaque région a une cour, mais il y a des exceptions : la vallée d'Aoste n’a pas de cour (elle fait partie de la cour de Turin), quelques régions ont deux Cours (Milan et Brescia en Lombardie, Naples et Salerne en Campanie, Bari et Lecce dans les Pouilles, Catanzaro et Reggio de Calabre en Calabre) et la Sicile a 4 cours d’appel (Palerme, Catane, Messine et Caltanissetta).
Le ressort du Tribunal de Massa, en Toscane, fait partie de la cour de Gênes, en Ligurie.
Liste :
- cour d'appel d'Ancône ;
- cour d'appel de Bari ;
- cour d'appel de Bologne ;
- cour d'appel de Brescia ;
- cour d'appel de Cagliari, avec  une sezione distaccata (chambre détachée de la cour d'appel) à Sassari ;
- cour d'appel de Caltanissetta ;
- cour d'appel de Campobasso ;
- cour d'appel de Catane ;
- cour d'appel de Catanzaro ;
- cour d'appel de Florence ;
- cour d'appel de Gênes ;
- cour d'appel de L'Aquila ;
- cour d'appel de Lecce, avec  une sezione distaccata à Tarente ;
- cour d'appel de Messine ;
- cour d'appel de Milan ;
- cour d'appel de Naples ;
- cour d'appel de Palerme ;
- cour d'appel de Pérouse ;
- cour d'appel de Potenza ;
- cour d'appel de Reggio de Calabre ;
- cour d'appel de Rome ;
- cour d'appel de Salerne ;
- cour d'appel de Turin ;
- cour d'appel de Trente, avec  une sezione distaccata à Bolzano ;
- cour d'appel de Trieste ;
- cour d'appel de Venise.